# AT&T Pebble Beach National Pro-Am
De AT&T Pebble Beach National Pro-Am is een golftoernooi in de Verenigde Staten en maakt deel uit van de Amerikaanse PGA Tour. Het toernooi vindt sinds 2010 op drie verschillende golfbanen plaats: de Pebble Beach Golf Links, de Monterey Peninsula Country Club en de Spyglass Hill Golf Course. Alle golfbanen bevinden zich in Pebble Beach, Californië.

## Geschiedenis
Het toernooi werd in 1937 opgericht door zanger en acteur Bing Crosby en bestond toen uit een ronde van achttien holes. Het was het eerste nationale Pro-Am kampioenschap en stond bekend als het Bing Crosby National Pro-Amateur en ook wel als de Crosby Clambake. Tot de Tweede Wereldoorlog werd het gespeeld op de Rancho Santa Fe Golf Club in Rancho Santa Fe, Californië. De eerste editie werd gewonnen door Sam Snead en was zo'n succes, dat de tweede editie al uit twee rondes van 18 holes bestond. 
Na de oorlog werd het toernooi uitgebreid tot 54-holes en voortgezet in Pebble Beach en werd van tot 1966 op drie verschillende golfbanen gespeeld: de Pebble Beach Golf Links, de Cypress Point Club en de Monterey Peninsula Country Club. In 1958 won Billy Casper het toernooi, dat toen voor het eerst uit 72 holes bestond.
In 1967 werd Monterey Peninsula vervangen door Spyglass Hill Golf Course. In 1991 werd Cyprus Point van de lijst geschrapt omdat de club geen gekleurde spelers wilde toelaten. De derde baan werd toen de Poppy Hills Golf Course, maar dat was geen succes. De drainage was slecht, en Monterey Peninsula werd weer op de lijst gezet.
In 1977 overleed Bing Crosby op een golfbaan in Spanje. Negen jaar later werd AT&T de sponsor van het toernooi.
Het toernooi is altijd in februari. Hoewel men in Pebble Beach mooi weer verwacht, moest het toernooi zeven keer ingekort worden vanwege de vele regen (1952, 1974, 1981, 1986, 1998, 1999 en 2009). In 1996 werd zelfs het hele toernooi afgelast. 

## Formule
Iedere professional speelt met een amateur. Ze spelen als team en de pro speelt ook voor een individuele score. Er wordt drie dagen op drie verschillende banen gespeeld. Na drie dagen is er een cut, waarna de beste 54 pro's en de beste 25 teams doorgaan, zij spelen de laatste ronde op de Pebble Beach Golf Club. De amateurs zijn vaak bekende Amerikanen zoals Bill Murray, Kevin Costner, Glenn Frey en Tom Brady.

## De professionals
De selectie van de professionals komt als volgt tot stand:
- voormalige winnaars van het toernooi
- voormalige winnaars van de vier Majors
- 16 sponsoruitnodigingen

Daarna wordt het spelersveld aangevuld door de hoogste spelers van de Amerikaanse PGA Tour.

## Golfbanen
Dit toernooi werd op verschillende golfbanen gespeeld; zie tabel:
| Naam                            | Jaren                       |
| ------------------------------- | --------------------------- |
| Rancho Santa Fe Golf Club       | 1937-1942                   |
| Pebble Beach Golf Links         | 1947-heden                  |
| Cypress Point Club              | 1947-1998                   |
| Monterey Peninsula Country Club | 1947-1966, 1977, 2010-heden |
| Spyglass Hill Golf Course       | 1967-heden                  |
| Poppy Hills Golf Course         | 1999-2009                   |

| Huidig |

## Winnaars
Alle winnaars hebben de Amerikaanse nationaliteit, behalve Bruce Crampton (1965) en Brett Ogle (1993) uit Australië en Vijay Singh (2004) uit Fiji.
| Jaar                                          | Winnaar                                            | Score                                              | Score                                              | 1ste prijs ($)                                     | Info                                               |
| Bing Crosby Pro-Am                            | Bing Crosby Pro-Am                                 | Bing Crosby Pro-Am                                 | Bing Crosby Pro-Am                                 | Bing Crosby Pro-Am                                 | Bing Crosby Pro-Am                                 |
| --------------------------------------------- | -------------------------------------------------- | -------------------------------------------------- | -------------------------------------------------- | -------------------------------------------------- | -------------------------------------------------- |
| 1937                                          | Sam Snead                                          | 68                                                 | –4                                                 | 500                                                | 1 ronde (18-holes)                                 |
| 1938                                          | Sam Snead                                          | 139                                                | –5                                                 | 500                                                | 1ste editie met 2 ronden (36-holes)                |
| 1939                                          | E.J. "Dutch" Harrison                              | 138                                                | 0                                                  | 500                                                |                                                    |
| 1940                                          | Ed Oliver                                          | 135                                                | –9                                                 | 500                                                |                                                    |
| 1941                                          | Sam Snead                                          | 136                                                | –8                                                 | 500                                                |                                                    |
| 1942                                          | Johnny Dawson                                      | 133                                                | –11                                                | 800                                                |                                                    |
| 1943                                          | Geen toernooi, wegens de Tweede Wereldoorlog       | Geen toernooi, wegens de Tweede Wereldoorlog       | Geen toernooi, wegens de Tweede Wereldoorlog       | Geen toernooi, wegens de Tweede Wereldoorlog       | Geen toernooi, wegens de Tweede Wereldoorlog       |
| 1944                                          | Geen toernooi, wegens de Tweede Wereldoorlog       | Geen toernooi, wegens de Tweede Wereldoorlog       | Geen toernooi, wegens de Tweede Wereldoorlog       | Geen toernooi, wegens de Tweede Wereldoorlog       | Geen toernooi, wegens de Tweede Wereldoorlog       |
| 1945                                          | Geen toernooi, wegens de Tweede Wereldoorlog       | Geen toernooi, wegens de Tweede Wereldoorlog       | Geen toernooi, wegens de Tweede Wereldoorlog       | Geen toernooi, wegens de Tweede Wereldoorlog       | Geen toernooi, wegens de Tweede Wereldoorlog       |
| 1946                                          | Geen toernooi, wegens de Tweede Wereldoorlog       | Geen toernooi, wegens de Tweede Wereldoorlog       | Geen toernooi, wegens de Tweede Wereldoorlog       | Geen toernooi, wegens de Tweede Wereldoorlog       | Geen toernooi, wegens de Tweede Wereldoorlog       |
| 1947                                          | George Fazio Ed Furgol                             | 213                                                | /                                                  | 2.000                                              | 1ste editie met 3 verschillende golfbanen          |
| 1948                                          | Lloyd Mangrum                                      | 205                                                | –10                                                | 2.000                                              |                                                    |
| 1949                                          | Ben Hogan                                          | 208                                                | –8                                                 | 2.000                                              |                                                    |
| 1950                                          | Jack Burke jr. Dave Douglas Smiley Quick Sam Snead | 214                                                | –2                                                 | 2.000                                              |                                                    |
| 1951                                          | Byron Nelson                                       | 209                                                | –7                                                 | 2.000                                              |                                                    |
| 1952                                          | Jimmy Demaret                                      | 145                                                | +1                                                 | 2.000                                              | Wegens slechte weer, 1 ronde ingekort              |
| Bing Crosby National Pro-Am Golf Championship |                                                    |                                                    |                                                    |                                                    |                                                    |
| 1953                                          | Lloyd Mangrum                                      | 204                                                | –12                                                | 2.000                                              |                                                    |
| 1954                                          | E.J. "Dutch" Harrison                              | 210                                                | –6                                                 | 2.000                                              |                                                    |
| 1955                                          | Cary Middlecoff                                    | 209                                                | –7                                                 | 2.500                                              |                                                    |
| 1956                                          | Cary Middlecoff                                    | 202                                                | –14                                                | 2.500                                              |                                                    |
| 1957                                          | Jay Hebert                                         | 213                                                | –3                                                 | 2.500                                              |                                                    |
| 1958                                          | Billy Casper                                       | 277                                                | –11                                                | 4.000                                              | 1ste editie met vier speelronden                   |
| Bing Crosby National Pro-Am                   |                                                    |                                                    |                                                    |                                                    |                                                    |
| 1959                                          | Art Wall jr.                                       | 279                                                | –9                                                 | 4.000                                              |                                                    |
| 1960                                          | Ken Venturi                                        | 286                                                | –2                                                 | 4.000                                              |                                                    |
| 1961                                          | Bob Rosburg                                        | 282                                                | –6                                                 | 5.300                                              |                                                    |
| 1962                                          | Doug Ford po                                       | 286                                                | –2                                                 | 5.300                                              |                                                    |
| 1963                                          | Billy Casper                                       | 285                                                | –3                                                 | 5.300                                              |                                                    |
| 1964                                          | Tony Lema                                          | 284                                                | –4                                                 | 5.800                                              |                                                    |
| 1965                                          | Bruce Crampton                                     | 284                                                | –4                                                 | 7.500                                              |                                                    |
| 1966                                          | Don Massengale                                     | 283                                                | –5                                                 | 11.000                                             |                                                    |
| 1967                                          | Jack Nicklaus                                      | 284                                                | –4                                                 | 16.000                                             |                                                    |
| 1968                                          | Johnny Pott po                                     | 285                                                | –3                                                 | 16.000                                             |                                                    |
| 1969                                          | George Archer                                      | 283                                                | –5                                                 | 25.000                                             |                                                    |
| 1970                                          | Bert Yancey                                        | 278                                                | –10                                                | 25.000                                             |                                                    |
| 1971                                          | Tom Shaw                                           | 278                                                | –10                                                | 27.000                                             |                                                    |
| 1972                                          | Jack Nicklaus po                                   | 284                                                | –4                                                 | 28.000                                             |                                                    |
| 1973                                          | Jack Nicklaus po                                   | 282                                                | –6                                                 | 36.000                                             |                                                    |
| 1974                                          | Johnny Miller                                      | 208                                                | –8                                                 | 27.750                                             | Wegens slechte weer, afgewerkt in 3 ronden         |
| 1975                                          | Gene Littler                                       | 280                                                | –8                                                 | 37.000                                             |                                                    |
| 1976                                          | Ben Crenshaw                                       | 281                                                | –7                                                 | 37.000                                             |                                                    |
| 1977                                          | Tom Watson                                         | 273                                                | –15                                                | 40.000                                             |                                                    |
| 1978                                          | Tom Watson po                                      | 280                                                | –8                                                 | 45.000                                             |                                                    |
| 1979                                          | Lon Hinkle po                                      | 284                                                | –4                                                 | 54.000                                             |                                                    |
| 1980                                          | George Burns                                       | 280                                                | –8                                                 | 54.000                                             |                                                    |
| 1981                                          | John Cook                                          | 209                                                | –7                                                 | 40.500                                             | Wegens slechte weer, afgewerkt in 3 ronden         |
| 1982                                          | Jim Simons                                         | 274                                                | –14                                                | 54.000                                             |                                                    |
| 1983                                          | Tom Kite                                           | 276                                                | –12                                                | 58.500                                             |                                                    |
| 1984                                          | Hale Irwin po                                      | 278                                                | –10                                                | 72.000                                             |                                                    |
| 1985                                          | Mark O'Meara                                       | 283                                                | –5                                                 | 90.000                                             |                                                    |
| AT&T Pebble Beach National Pro-Am             |                                                    |                                                    |                                                    |                                                    |                                                    |
| 1986                                          | Fuzzy Zoeller                                      | 205                                                | –11                                                | 108.000                                            | Afgewerkt in 3 ronden                              |
| 1987                                          | Johnny Miller                                      | 278                                                | –10                                                | 108.000                                            |                                                    |
| 1988                                          | Steve Jones po                                     | 280                                                | –8                                                 | 126.000                                            |                                                    |
| 1989                                          | Mark O'Meara                                       | 277                                                | –11                                                | 180.000                                            |                                                    |
| 1990                                          | Mark O'Meara                                       | 281                                                | –7                                                 | 180.000                                            |                                                    |
| 1991                                          | Paul Azinger                                       | 274                                                | –14                                                | 198.000                                            |                                                    |
| 1992                                          | Mark O'Meara po                                    | 275                                                | –13                                                | 198.000                                            |                                                    |
| 1993                                          | Brett Ogle                                         | 276                                                | –12                                                | 225.000                                            |                                                    |
| 1994                                          | Johnny Miller                                      | 281                                                | –7                                                 | 225.000                                            |                                                    |
| 1995                                          | Peter Jacobsen                                     | 271                                                | –17                                                | 252.000                                            |                                                    |
| 1996                                          | Toernooi halverwege geannuleerd wegens slecht weer | Toernooi halverwege geannuleerd wegens slecht weer | Toernooi halverwege geannuleerd wegens slecht weer | Toernooi halverwege geannuleerd wegens slecht weer | Toernooi halverwege geannuleerd wegens slecht weer |
| 1997                                          | Mark O'Meara                                       | 268                                                | –20                                                | 342.000                                            |                                                    |
| 1998                                          | Phil Mickelson                                     | 202                                                | –14                                                | 450.000                                            | Afgewerkt in 3 ronden                              |
| 1999                                          | Payne Stewart                                      | 206                                                | –10                                                | 504.000                                            | Afgewerkt in 3 ronden                              |
| 2000                                          | Tiger Woods                                        | 273                                                | –15                                                | 720.000                                            |                                                    |
| 2001                                          | Davis Love III                                     | 272                                                | –16                                                | 720.000                                            |                                                    |
| 2002                                          | Matt Gogel                                         | 274                                                | –14                                                | 720.000                                            |                                                    |
| 2003                                          | Davis Love III                                     | 274                                                | –14                                                | 900.000                                            |                                                    |
| 2004                                          | Vijay Singh                                        | 272                                                | –16                                                | 954.000                                            |                                                    |
| 2005                                          | Phil Mickelson                                     | 269                                                | –19                                                | 954.000                                            |                                                    |
| 2006                                          | Arron Oberholser                                   | 271                                                | –17                                                | 972.000                                            |                                                    |
| 2007                                          | Phil Mickelson                                     | 268                                                | –20                                                | 990.000                                            |                                                    |
| 2008                                          | Steve Lowery po                                    | 278                                                | –10                                                | 1.080.000                                          |                                                    |
| 2009                                          | Dustin Johnson                                     | 201                                                | –15                                                | 1.098.000                                          | Afgewerkt in 3 ronden                              |
| 2010                                          | Dustin Johnson                                     | 270                                                | –16                                                | 1.116.000                                          |                                                    |
| 2011                                          | D.A. Points                                        | 271                                                | –15                                                | 1.134.000                                          |                                                    |
| 2012                                          | Phil Mickelson                                     | 269                                                | –17                                                | 1.152.000                                          |                                                    |
| 2013                                          | Brandt Snedeker                                    | 267                                                | –19                                                | 1.170.000                                          |                                                    |
| 2014                                          | Jimmy Walker                                       | 276                                                | –11                                                | 1.188.000                                          |                                                    |
| 2015                                          | Brandt Snedeker                                    | 265                                                | –22                                                | 1.224.000                                          |                                                    |
| 2016                                          | Vaughn Taylor                                      | 270                                                | –17                                                | 1.260.000                                          |                                                    |
| 2017                                          | Jordan Spieth                                      | 268                                                | –19                                                | 1.296.000                                          |                                                    |
| 2018                                          | Ted Potter Jr                                      | 270                                                | –17                                                | 1.332.000                                          |                                                    |
| 2019                                          | Phil Mickelson                                     | 268                                                | –19                                                | 1.368.000                                          |                                                    |
| 2020                                          | Nick Taylor                                        | 268                                                | –19                                                | 1.404.000                                          |                                                    |
| 2021                                          | Daniel Berger                                      | 270                                                | –18                                                | 1.404.000                                          | Vanwege Covid-19 geen amateurs; cut na 36 holes    |

| Toernooirecord |  | po = winnaar na play-off |

## Meervoudige winnaars
Dertien spelers hebben tot dusverre meer dan één keer dit toernooi gewonnen:
- Mark O'Meara (5): 1985, 1989, 1990, 1992, 1997
- Phil Mickelson (5): 1998, 2005, 2007, 2012, 2019
- Sam Snead (4): 1937, 1938, 1941, 1950 (tie)
- Jack Nicklaus (3): 1967, 1972, 1973
- Johnny Miller (3): 1974, 1987, 1994
- Lloyd Mangrum (2): 1948, 1953
- E.J. "Dutch" Harrison (2): 1939, 1954
- Cary Middlecoff (2): 1955, 1956
- Billy Casper (2): 1958, 1963
- Tom Watson (2): 1977, 1978
- Davis Love III (2): 2001, 2003
- Dustin Johnson (2): 2009, 2010
- Brandt Snedeker (2): 2013, 2015

## Liefdadigheid
De opbrengst van het toernooi gaat naar de Monterey Peninsula Foundation. Deze stichting verdeelt het geld over andere instellingen die onder meer investeren in gezondheid, scholing en jeugdprogramma's. Tot 2010 ging er ruim US$ 85.000.000 naar deze stichting.